# Uwe Langhammer

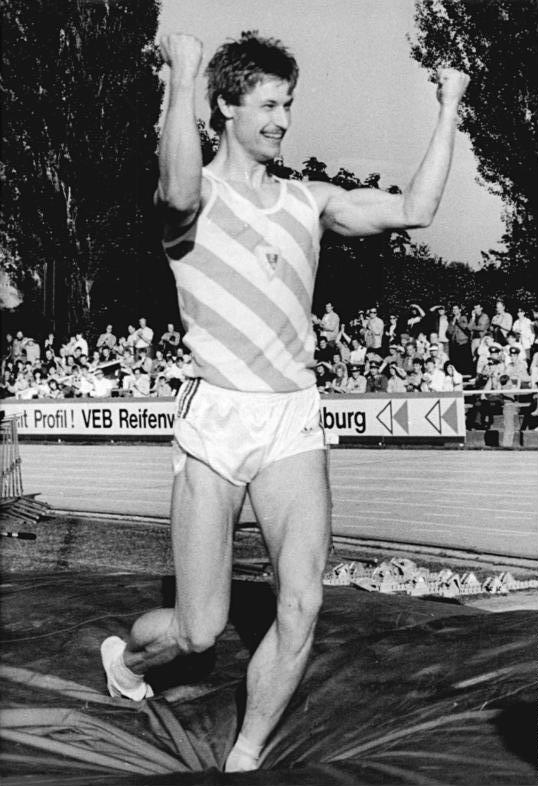
Uwe Langhammer, 1987

Uwe Langhammer (* 12. Juni 1965 in Apolda als Uwe Roßmeisel) war der letzte DDR-Meister im Stabhochsprung.
Er begann seine Karriere beim SC Turbine Erfurt und wechselte 1982 zum SC Motor Jena. 1985 wurde er mit 5,30 m Dritter bei den DDR-Leichtathletik-Meisterschaften. Von 1986 bis 1990 gewann er fünf Titel in Folge. Er verbesserte zweimal den DDR-Rekord. Der zweite Rekord gelang ihm bei den DDR-Meisterschaften 1987 in Potsdam, dieser Sprung von 5,65 m war der höchste Sprung in seiner Karriere. Uwe Langhammer vertrat die DDR in 17 Länderkämpfen, sein größter Erfolg war ein dritter Platz beim Weltcup 1989. In den nach der Wende öffentlich gewordenen Unterlagen zum Staatsdoping in der DDR fand sich bei den gedopten Sportlern auch der Name von Langhammer.
Nach dem Ende der DDR für den TuS Jena startend, wurde er bei den ersten Deutschen Meisterschaften nach der Wiedervereinigung mit 5,40 m Zweiter hinter dem Münchner Bernhard Zintl. 1991 startete Langhammer bei einem Länderkampf für den DLV. Der gelernte Feinmechaniker beendete seine Karriere nach der Saison 1993.